# Gefim
La Gefim (GEstioni Finanziarie ed IMmobiliari) è una società per azioni italiana che opera nel settore immobiliare. La sua attività principale consiste nella promozione di operazioni di sviluppo immobiliare in Piemonte (in particolare nella città di Torino), Lombardia e Liguria.

## Storia

### La prima generazione: 1880-1930
La trasformazione dell'attività di famiglia in impresa immobiliare e di costruzioni si verificò alla fine dell'Ottocento («la famiglia di architetti Ponchia e la loro Gefim che, sin dal 1880, compra terreno da rivendere»), quando il futuro cavalier Paolo Ponchia lasciò il paese natale di Montanaro per trasferirsi a Torino. Non si sa con esattezza quando la ditta individuale Impresa Costruzioni Immobiliari Ponchia venne fondata, ma era sicuramente operante a Torino fin dai primi anni del Novecento («i Ponchia, famiglia che sotto la Mole è nota dai primi del 900 per le importanti attività nel settore del real estate e soprattutto dello sviluppo immobiliare») e già allora con attività diversificate («all'epoca si faceva un po' di tutto, non c'erano compiti prestabiliti come oggi»), compresi lo smantellamento di vecchi edifici e il recupero dei materiali.

### La seconda generazione: 1930-1955
Subentrati alla guida dell'impresa i tre figli del fondatore, Domenico, Luigi e Bernardo Ponchia, l'azienda andò specializzandosi nei settori della demolizione e del recupero dei materiali. Nello stesso periodo la ditta Ponchia partecipò attivamente ai grandi lavori di trasformazione urbana e residenziale della città dell'era fascista e, dopo i pesanti bombardamenti alleati durante la seconda guerra mondiale, a quelli della rinascita postbellica resa più complessa dal notevole afflusso di immigrati meridionali.

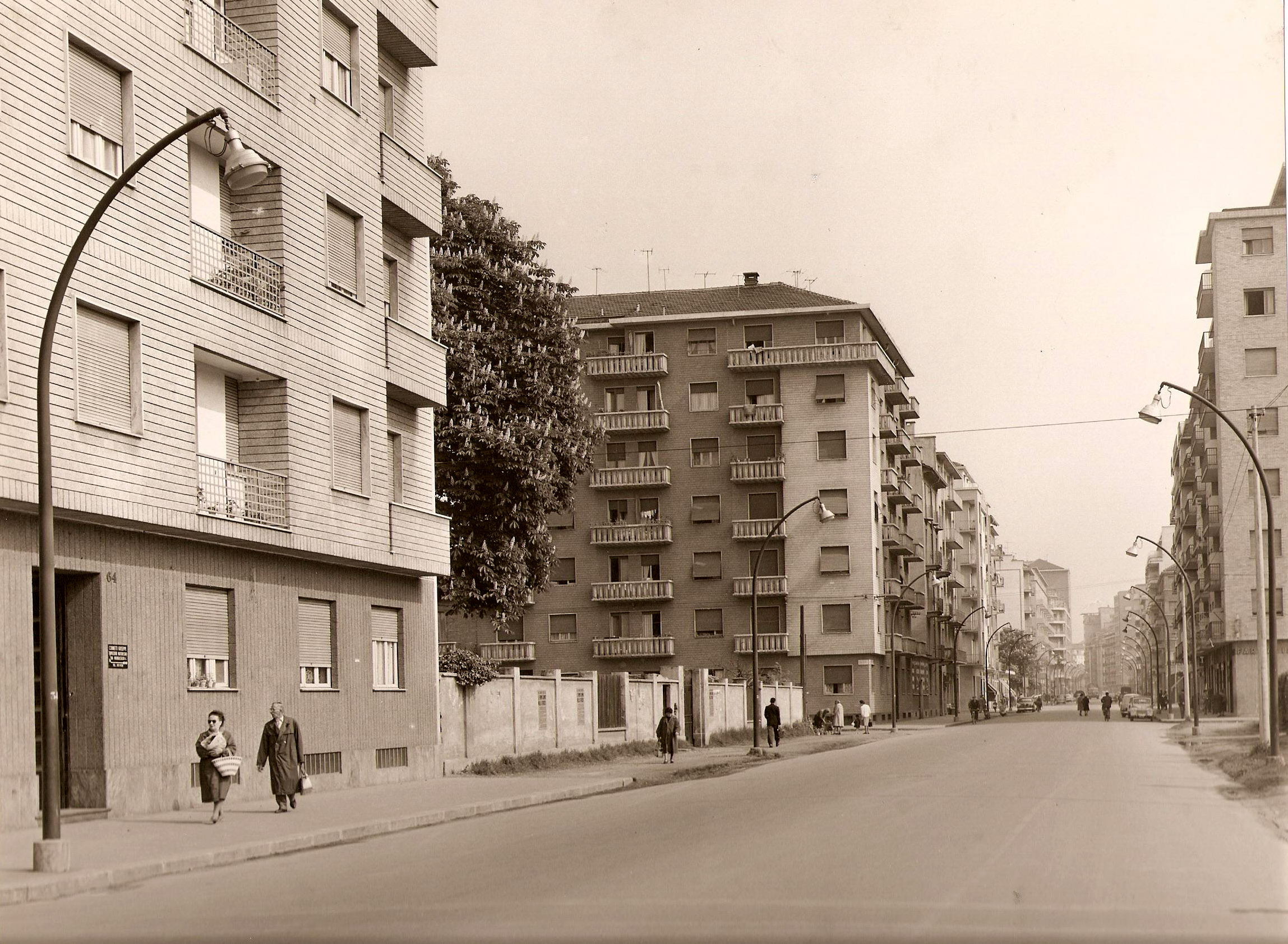
Immagine del quartiere torinese di Santa Rita
negli anni sessanta.

### La terza generazione: 1955-1990
Guidata da Pier Paolo Ponchia, figlio di Luigi, nei decenni successivi l'impresa tornò all'originaria attività costruttiva (con la realizzazione ad esempio del primo palazzetto dello sport torinese nel 1958).
Le proporzioni dell'impegno finanziario connesso a tali operazioni immobiliari costrinse anche gli operatori del settore ad ampliare le proprie disponibilità economiche dando vita a forme di collaborazione con altri costruttori. Così, dalla fusione delle diverse società della famiglia Ponchia, alla fine del 1978 nacque l'attuale Gefim S.p.A. Fra i primi interventi della Gefim si può ricordare l'urbanizzazione di una parte dell'ex tenuta reale della Mandria a Fiano.

### La quarta generazione: 1990-2010
Pur restando la direzione della Gefim nelle mani di Pier Paolo Ponchia, negli anni novanta sono entrati in azienda i figli Stefano, Andrea e Nicoletta. La Gefim ha iniziato un programma di partenariato o joint venture con alcune società del mondo immobiliare e finanziario, tra le quali Fintecna Immobiliare, Beni Stabili, Ersel e Rreef gruppo Deutsche Bank.